# Los Chañaritos (Cruz del Eje-Ischilín)
Los Chañaritos es una localidad de Argentina ubicada en el noroeste de la provincia de Córdoba. La villa se encuentra en ambas orillas de un camino rural que marca la división entre los departamentos Ischilín y Cruz del Eje; del lado del departamento Ischilín la villa se extiende a lo largo de un camino vecinal que corta perpendicularmente la divisoria entre ambos departamentos; del lado de Cruz del Eje el caserío se desarrolla sobre la mencionada divisoria.
Varias rutas provinciales pasan por los alrededores sin llegar hasta la localidad: 458, 303 y 399. El camino vecinal que la atraviesa une las rutas provinciales 303 y 306.
La localidad se desarrolla en una zona de producción agrícola y hortícola regada por las aguas del Dique Illia.
Los parajes de: Los Hormigueros, San Isidro, y Esquina del Alambre, se encuentran en el ejido de la Comuna.
Nuestra Señora del Rosario del Milagro, patrona del lugar, tiene su festividad el primer domingo de octubre.

## Población
Cuenta con 597 habitantes (Indec, 2022), lo que representa un incremento del 47,8% frente a los 311 habitantes (Indec, 2010) del censo anterior.
| Gráfica de evolución demográfica de Los Chaparritos (Cruz del Eje - Ischilin) entre 2001 y 2022 |
|                                                                                                 |
| Fuente: Censos nacionales del INDEC                                                             |

## Sismicidad
La sismicidad de la región de Córdoba es frecuente y de intensidad baja, y un silencio sísmico de terremotos medios a graves cada 30 años en áreas aleatorias. Sus últimas expresiones se produjeron:
- 22 de septiembre de 1908 (116 años), a las 17.00 UTC-3, con 6,5 Richter, escala de Mercalli VII; ubicación 30°30′0″S 64°30′0″O / -30.50000, -64.50000; profundidad: 100 km; produjo daños en Deán Funes, Cruz del Eje y Soto, provincia de Córdoba, y en el sur de las provincias de Santiago del Estero, La Rioja y Catamarca[4]

- 16 de enero de 1947 (78 años), a las 2.37 UTC-3, con una magnitud aproximadamente de 5,5 en la escala de Richter (terremoto de Córdoba de 1947)[3]

- 28 de marzo de 1955 (70 años), a las 6.20 UTC-3 con 6,9 Richter: además de la gravedad física del fenómeno se unió el desconocimiento absoluto de la población a estos eventos recurrentes (terremoto de Villa Giardino de 1955)

- 7 de septiembre de 2004 (20 años), a las 8.53 UTC-3 con 4,1 Richter

- 25 de diciembre de 2009 (15 años), a las 21.42 UTC-3 con 4,0 Richter